# ماريو ألبرتو دافيلا ديلغادو
ماريو ألبرتو دافيلا ديلغادو هو سياسي مكسيكي، ولد في 26 ديسمبر 1959 في Ciudad Frontera ‏ في المكسيك. نشط حزبياً في حزب العمل الوطني. وقد انتخب عضو مجلس النواب المكسيك ‏.